# Calceolaria pedunculata
Calceolaria pedunculata là một loài thực vật có hoa trong họ Calceolariaceae. Loài này được Molau mô tả khoa học đầu tiên năm 1979.